# Manuel Lekuona Etxabeguren
Manuel Alejandro Lekuona Etxabeguren (Oiartzun, 9 de febrer de 1894 - Oiartzun, 30 de juliol de 1987) fou un lingüista, escriptor i acadèmic basc de la llengua i director de l'Euskaltzaindia i estudiós de la literatura oral i popular en basc. Era oncle de Juan Mari Lekuona.

## Infància i joventut
Va néixer al caseriu Etxetxiki (casa petita) d'Oiartzun (Guipúscoa) el 9 de febrer de 1894. Va ser nebot de Miguel Antonio Iñarra Mitxelena (1864-1898), sacerdot, escriptor en basc i lingüista que va col·laborar amb Resurrección María de Azkue a la revista Euskaltzale, qui el va influir a l'hora de prendre els hàbits en el seminari de Lekuona i en els seus escrits. Va estudiar el bertsolarisme, la parla dialectal i el patrimoni oral i etnològic local.

## Estudis i primeres obres
Va estudiar amb José Miguel de Barandiarán des de 1904 i el 1914 va passar al seminari, on va escriure amb la col·laboració del seu germà Martín l'obra de teatre Eun Duka, que s'estrenaria en el cercle Joventut Integrista de Sant Sebastià, que posteriorment, el 1921 seria publicada en la revista Antzerti. Va treballar el camp de la poesia i el 1915 va ser nomenat professor de la càtedra en basc per la diòcesi.

## Seminari de Vitòria i la Guerra Civil
Des de 1916 a 1936 va ser professor de llengua i literatura basca en el Seminari de Vitòria, va col·laborar a Eusko Folklore com a membre de Eusko Ikaskuntza i el 1933 va publicar Gabon Kantak. El 1930 al Cinquè Congrés d'Estudis Bascos va presentar la ponència La poesia popular basca, destacant-se com a investigador en l'àmbit dels Cantessis populars. El 1935 publica Literatura oral euskérica en la col·lecció Zabalkundea i tradueix al guipuscoà obres originals en labortà de Barbier i Larzabal Akillomendi.
En esclatar el 1936 la Guerra Civil Espanyola dos dels seus germans van ser afusellats i ell perseguit, però el capellà de les Brígidas de Lasarte, Antonio Abauntz l'amaga casa seva, on romandria refugiat fins a 1941. Durant aquest període investiga la història eclesiàstica de Lasarte, escrivint tres monogràfiques sobre aquest convent, la parròquia de la localitat i de l'Oiartzun antic.

## Desterrament
El 1941 fou bandejat a Calahorra, on romandrà fins a 1955. El 1948 apareix la seva obra Iesu Aurraren bizitza, que serà publicada a posteriori en la revista de l'Euskaltzaindia. Destaquen els següents treballs monogràfics en la seva estada a Calahorra:
- La catedral de Calahorra
- La parroquia de Santiago de Calahorra
- Naturaleza de los Santos Mártires de Calahorra

El 1950 és nomenat acadèmic de número d'Euskaltzaindia i pronuncia el seu discurs Gorotzika'tik Gurutzeaga'ra a Pamplona. La mateixa Euskaltzaindia li encarrega la quarta reedició de Gero de Pedro de Axular que prologà (1954). Col·laborà en la revista Egan amb poesies com:
- I. Belenen
- II. Bizia Maite-irria
- III. Tanzlied

## La volta al País Basc
El 1956 torna a Andoain, on és acollit per les Jesuitinas i on hi romandria fins a 1975. Són els seus anys més actius, empeny la divulgació de la cultura basca i l'estudi de la història eclesiàstica. El Concili Vaticà II li portarà més tasques, perquè és admès l'ús de les llengües vernacles en la litúrgia i és nomenat Director de l'equip de traductors dels Textos Litúrgics a l'euskera. Publica dos treballs metodològics de gran importància en la investigació:
- Escollos de nuestra historiografía
- Euskalerria Historiaren sarreran

Col·labora publicant articles al Butlletí de la Reial Societat Bascongada d'Amics del País, a la revista Egan hi publicà Jesusen jaiotza edertian, Romanikoa Gipuzkoan i Orixeren Euskaltzaindia sartzea. també va publicar estudis i articles sobre història i folklore a Euzko Gogoa, Gure Herria, Revista Internacional de Estudios Vascos, Euskalarriaren Alde, Eusko-Folclore, Euskera, El Bidasoa, Rioja, Oiarso, Príncipe de Viana, Berceo, Anuario del Seminario de Filología Vasca «Julio de Urquijo», Munibe, Kardaberaz Bazkuna, Jaunaren Deia, Aránzazu, Estudios de Deusto, Fontes Linguae Vasconum, Cuadernos de Etnología y Etnografía de Navarra, Cuadernos de Sección «Hizkuntza eta Literatura» i Artes Plásticas y Monumentales d'Eusko Ikaskuntza.

## Presidència de la Reial Acadèmia de la Llengua Basca i jubilació
Amb la mort de José María de Lojendio el 1967 és elegit president de l'Euskaltzaindia i en els seus tres anys de presidència es dona inici a la unificació del registre escrit, que donaria com a fruit l'euskera batua, causa del seu allunyament de l'Acadèmia.
El 1975 torna a Oiartzun i dedica els seus últims anys a la publicació de les seves Obres Completes. Durant aquests anys rep diferents reconeixements:
- Doctor Honoris causa de la Universitat Teològica del Nord d'Espanya (1980).
- Medalla d'Or de Guipúscoa i el títol de Fill Predilecte (1980).
- Premi Manuel Lekuona de la Societat d'Estudis Bascos.
- Membre d'honor de l'Associació de Bertsolaris (1987).
- Investigador i Amic de Nombre de la Reial Societat Bascongada d'Amics del País.
- Creu de l'Arbre de Gernika (pòstuma) del Govern Basc.
- Fill Predilecte de'Oiartzun (pòstuma).

Morí el 30 de juliol de 1987 a Oiartzun.